# Сплюшка нагірна
Сплюшка нагірна (Megascops roraimae) — вид совоподібних птахів родини совових (Strigidae). Мешкає в Андах і на Гвіанському нагір'ї. Венесуельські і чокоанські сплюшки раніше вважалися конспецифічними з нагірними сплюшками.

## Опис
Довжина птаха становить 22-23 см, вага 91-128 г. Забарвлення різниться від рудувато-коричневого до коричневого, в залежності від підвиду, також воно існує в блідій і світлій морфах. Нижня частина тіла є світлішою за верхню. Інтенсивність рудуватого відтінку варіюється у різних підвидів, як і кількість смуг і плям на верхній частині тіла та смужок на нижній. На голові короткі пір'яні «вуха». Очі жовті. Голос — трель, що починається тихо, потім набирає гучність, і потім знову стихає.

## Підвиди
Виділяють три підвиди:
- M. r. roraimae (Salvin, 1897) — тепуї Гвіанського нагір'я на півдні Венесуели, в Гаяні, Суринамі і північній Бразилії;
- M. r. pallidus (Hekstra, 1982) — гори Сьєрра-де-Періха на кордоні Колумбії і Венесуели, гори Кордильєра-де-Мерида і Прибережний хребет на півночі Венесуели (на схід до півострова Парія[en]);
- M. r. napensis (Chapman, 1928) — східні схили Анд від Колумбії до Болівії.

## Поширення і екологія
Нагірні сплюшки в Колумбії, Еквадорі, Перу, Болівії, Венесуелі, Гаяні, Суринамі і Бразилії. Вони живуть в густих вологих гірських і рівнинних тропічних лісах та в сухих тропічних лісах, на висоті від 250 до 1500 м над рівнем моря, місцями на висоті до 1800 м над рівнем моря. Ведуть нічний спосіб життя. Живляться переважно комахами, а також дрібними хребетними. Гніздяться в дуплах дерев.